# Bakschisch
Das Wort Bakschisch kommt aus dem Persischen, wo es بخشش, DMG Baḫšiš geschrieben/gesprochen wird, und bedeutet so viel wie Gabe oder Geschenk. 
Touristen geben ein Bakschisch in islamischen Ländern im Allgemeinen im Sinne von Trinkgeld für Dienstleistungen oder Gefälligkeiten.
Der Begriff Bakschisch ist in Indien übernommen worden. Sowohl hier als auch in arabischen Ländern ist es üblich, durch die Gabe von Bakschisch Verwaltungsvorgänge zu beschleunigen oder einen besonderen Gefallen zu erhalten.
Im deutschsprachigen Raum, dem Balkan und anderen Ländern des ehemaligen osmanischen Reiches ist Bakschisch umgangssprachlich ein Ausdruck für Schmiergeld.